# Асеново (Великотырновская область)
Асеново (болг. Асеново) — село в Болгарии. Находится в Великотырновской области, входит в общину Стражица. Население составляет 810 человек (2022).

## Политическая ситуация
В местном кметстве Асеново, в состав которого входит Асеново, должность кмета (старосты) исполняет Росица Димитрова Радкова (Национальное движение «Симеон Второй» (НДСВ)) по результатам выборов.
Кмет (мэр) общины Стражица — Стефан Рачков Стефанов (Национальное движение «Симеон Второй» (НДСВ)) по результатам выборов.